# Moira Abernethy
Moira Abernethy (Sudáfrica, 29 de mayo de 1939) es una nadadora sudafricana retirada especializada en pruebas de estilo libre, donde consiguió ser medallista de bronce olímpica en 1956 en los 4 x 100 metros.

## Carrera deportiva
En los Juegos Olímpicos de Melbourne 1956 ganó la medalla de bronce en los relevos de 4 x 100 metros estilo libre, con un tiempo 4:25.7 segundos, tras Australia (oro) y Estados Unidos (plata); sus compañeras de equipo fueron las nadadoras: Natalie Myburgh, Susan Roberts y Jeanette Myburgh.